# Filippo Taglioni

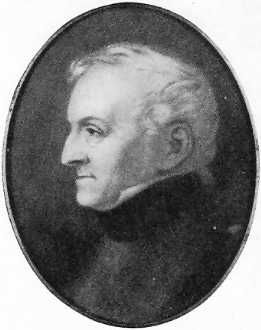
Filippo Taglioni

Filippo Taglioni (* 5. November 1777 in Mailand; † 11. Februar 1871 in Como) war ein italienischer Tänzer, Ballettmeister und Choreograf. Gemeinsam mit seiner Tochter Marie hatte er einen entscheidenden Einfluss auf die Entstehung des romantischen Balletts und insbesondere die Verwendung des Spitzentanzes als sinnvolles Ausdrucksmittel für ätherisch-fragile, feenhafte Geistwesen.

## Leben
Taglioni war der Sohn des Grotesktänzers und in Pisa wirkenden Ballettmeisters Carlo Taglioni und dessen Ehefrau Maria Petracchi. Ebenso wie seine Geschwister Luigia alias Louise (1779–1849), Giuseppa (1776–1838) und Salvatore (1789–1868) tanzte er bereits ab 1790 in Balletten seines Vaters.
Im Gegensatz zu seinem Bruder Salvatore, der ein in Italien bekannter Tänzer und Choreograf war, war Filippo international unterwegs. Sein Wirken erstreckte sich hauptsächlich auf Italien, Österreich, Schweden, Dänemark, Deutschland und Frankreich.
Filippo debütierte 1794 als 17-Jähriger in Pisa, wo er zunächst in weiblichen Rollen auftrat. Ab 1799 studierte er bei Jean-François Coulon (1764–1834) in Paris, wo er in Balletten von Louis Milon und Pierre Gardel tanzte. 1803 wurde er Erster Tänzer und Ballettmeister in Schweden. Dort heiratete er im Jahre 1804 Sophie Karsten, eine Tochter des Opernsängers Christopher Karsten. Aus der Ehe gingen zwei Kinder hervor, Marie Taglioni (1804–1884) und Paul Taglioni (1808–1884), die beide berühmte Tänzer wurden.
1805 wurde Filippo am Kärntnertortheater in Wien angestellt, wo er sein Debüt als Choreograf mit dem Ballett Atalante und Hippomenes (1805) gab.
1813 tanzte er die männliche Hauptrolle in Salvatore Viganòs Ballett Il Nuovo Pigmalione an der Mailänder Scala, und trat in den folgenden Jahren auch in Florenz, Venedig und Turin auf. Ab 1817 führten ihn Tourneen nach München, Hamburg, Stuttgart, Berlin, Stockholm, Kopenhagen und Neapel.
Zwischen 1819 und 1824 war er wieder in Wien, wo er neben seiner Tätigkeit als Tänzer nun auch als Ballettmeister arbeitete, als Nachfolger von Jean-Pierre Aumer.

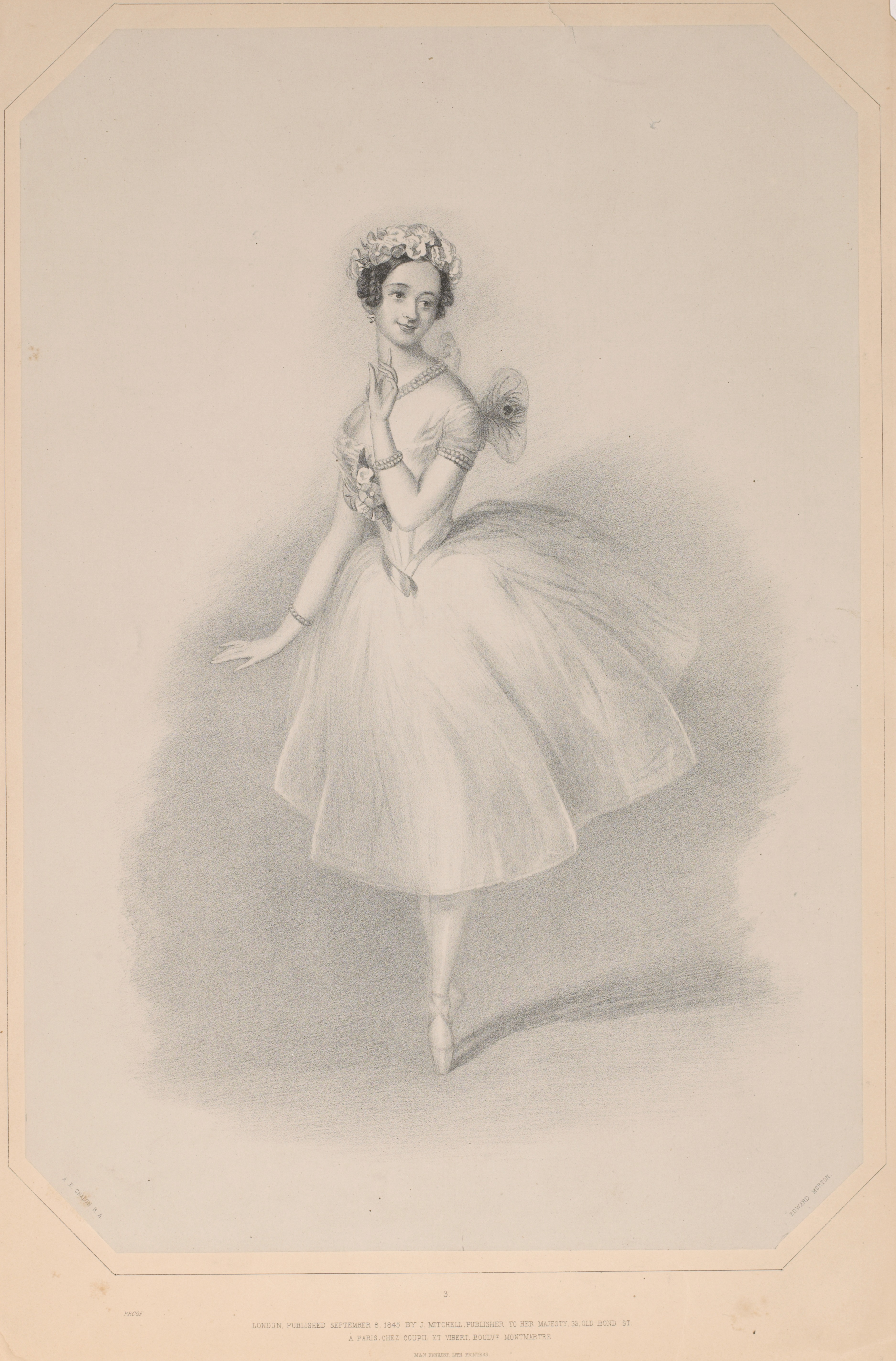
Marie Taglioni als Sylphide

1821 zog Taglionis Ehefrau mit den beiden Kindern von Paris nach Wien. Enttäuscht von deren Ausbildung trainierte Filippo sie selbst ein halbes Jahr lang täglich sechs Stunden, indem er mit ihnen ein stufenweise aufbauendes Training absolvierte. Ab 1822 setzte er seine Tochter in eigenen Choreografien meist als Partnerin in zahlreichen eingelegten Pas de deux’ ein.
Im Juni 1824 traten die Taglionis zum letzten Mal in Wien auf. 1824 wurde Filippo in Stuttgart engagiert, wo er eine großteils aus Wiener Tänzern bestehende „Compagnie Taglioni“ gründete.
1827 debütierte seine Tochter in Paris. Sie war dort bald so beliebt, dass Taglioni für sie und ihn selbst einen Sechsjahresvertrag aushandeln konnte. Die weitere Karriere der beiden verlief in einer Art künstlerischer Symbiose. Der Erfolg bei der Premiere des Ballettes „La Sylphide“ am 12. März 1832 machte sie zur gefragtesten Primaballerina und ihn zum bekanntesten Choreografen ihrer Zeit.
In Paris choreografierte Filippo außer eigenen Balletten auch die Balletteinlagen zu Meyerbeers Grand opéras Robert le diable (1831) und Les Huguenots (1836), sowie zu Aubers Gustave III. (1833).
Filippo und Marie reisten und gastierten in ganz Europa bis nach Russland: Außer in Paris waren sie 1835 am King’s Theatre in London, 1837 bis 1841 in Sankt Petersburg, 1842–43 an der Mailänder Scala.
Auch nach Maries Rückzug von der Bühne im Jahr 1847 setzte Filippo seine Laufbahn als Choreograf in Russland, Deutschland, Österreich und Polen fort.
Im Alter wurde er exzentrisch und verlor durch Spekulationen einen großen Teil des Vermögens, welches er gemeinsam mit seiner Tochter Marie verdient hatte.
Er starb in der Villa seiner Tochter in Como am Comer See.

## Werke (Auswahl)
- 1830: Le Dieu et la Bayadère (Musik: Daniel-François-Esprit Auber)
- 1832: La Sylphide (Musik: Jean Schneitzhoeffer)
- 1832: Nathalie ou La Laitière suisse (Musik: Adalbert Gyrowetz und Michele Carafa)
- 1833: La Révolte au sérail (Musik: Théodore Labarre)
- 1835: Brézilia ou La tribu des femmes (Musik: Wenzel Robert von Gallenberg)
- 1836: La fille du Danube (Musik: Adolphe Adam)
- 1838: La Gitana (Musik: Daniel-François-Esprit Auber und Johannes Schmidt)
- 1840: L'Ombre (Musik: Ludwig Wilhelm Maurer)
- 1841: Aglaë. L'élève de l'amour (Musik: Peter Joseph von Lindpaintner)

## Einzelanmerkungen
1. ↑  Filippo Taglioni. In: Österreichisches Biographisches Lexikon 1815–1950 (ÖBL). Band 14, Verlag der Österreichischen Akademie der Wissenschaften, Wien 2015, ISBN 978-3-7001-7794-4, S. 188 f. (Direktlinks auf S. 188, S. 189).
2. 1 2 3 4 5 6 7 8 9 10  Elena Cervellati: Filippo Taglioni. In:  Dizionario Biografico degli Italiani (DBI).
3. ↑  Der Zeitpunkt des Debüts widerspricht Cervellati (2019), die wie oben angegeben davon spricht, dass er ab 1790 in Balletten seines Vaters auftrat. Vielleicht ist hier ein Debüt als Solotänzer gemeint.
4. 1 2  Filippo Taglioni, in: Oxford References (ursprünglich aus: Debra Craine and Judith Mackrell: The Oxford Dictionary of Dance (2. edition), Oxford University Press, 2010) (englisch; Abruf am 7. Februar 2021)

| Personendaten    | Personendaten                           |
| ---------------- | --------------------------------------- |
| NAME             | Taglioni, Filippo                       |
| KURZBESCHREIBUNG | italienischer Tänzer und Ballettmeister |
| GEBURTSDATUM     | 5. November 1777                        |
| GEBURTSORT       | Mailand                                 |
| STERBEDATUM      | 11. Februar 1871                        |
| STERBEORT        | Como                                    |